# Beyza Arıcı
Beyza Arıcı (İzmir, 27 de juliol de 1995) és una jugadora de voleibol turca. Ha jugat en equips com Eczacıbaşı, Işıkkent, Seramiksan, Vakıfbank, Trabzon İdmanocağı, Sarıyer i Çanakkale Belediyespor. També va participar en la selecció sub-23 de Turquia, campiona del món de l'any 2017.